# Fly Away from Here
«Fly Away from Here» (en español: «Volar lejos de aquí») es una power ballad escrita por Marti Frederiksen y coescrita por Todd Chapman, producida por Steven Tyler, coproducida por Joe Perry, Marti Frederiksen y Mark Hudson e interpretada por la banda de hard rock estadounidense Aerosmith. Fue el segundo sencillo y cuarta canción del 13.º álbum de estudio Just Push Play (2001), trata acerca del deseo de escapar con el ser amado. No tuvo mayor impacto en las listas de popularidad, sin embargo recibió cierta difusión a través de ciertos medios especializados en Adult Contemporary. Es una de las canciones más emotivas que el grupo tiene hasta la fecha.

## Video musical
El video es dirigido por Joseph Kahn, un notable productor de videos musicales que ha trabajado con innumerables artistas famosos, ganador de varios MTV Video Music Awards. La trama se desarrolla, a manera de un sueño por parte de una pareja, en un ambiente futurista y de alta tecnología. Participaron en él la actriz Jessica Biel y Ian Somerhalder, los hijos de Steven Tyler y Joe Perry, Chelsea y Roman, respectivamente. Cabe destacar el efecto en el cual los rostros de Steven y Joe se transforman en los de sus hijos, lo cual requirió un trabajo cuadro por cuadro en computadora. El video presenta también a la banda tocando en la azotea de un alto edificio, con vehículos y máquinas futuristas de fondo, así como a un Joe Perry con unas alas cibernéticas.

## Lista de canciones
1. «Fly Away from Here» (Radio Remix Edit)
2. «Fly Away from Here (Álbum Versión)
3. «Fly Away from Here» (Rock Remix Edit)
4. «I Don't Want To Miss A Thing» (Armageddon Version)